# Rhododendron subulosum
Rhododendron subulosum är en ljungväxtart som beskrevs av J.J. Smith och Sleum. Rhododendron subulosum ingår i släktet rododendron, och familjen ljungväxter. Inga underarter finns listade i Catalogue of Life.